# Como, Texas
Como är en ort i Hopkins County i delstaten Texas, USA.